# Agía Marína (ort i Grekland, Mellersta Makedonien)
Agía Marína är en ort i Grekland.   Den ligger i prefekturen Nomós Imathías och regionen Mellersta Makedonien, i den norra delen av landet, 300 km norr om huvudstaden Aten. Agía Marína ligger 36 meter över havet och antalet invånare är 732.
Terrängen runt Agía Marína är platt åt nordost, men åt sydväst är den kuperad. Runt Agía Marína är det ganska tätbefolkat, med 129 invånare per kvadratkilometer. Närmaste större samhälle är Véroia, 8,2 km söder om Agía Marína. Trakten runt Agía Marína består till största delen av jordbruksmark.